# Ротенберг, Григорий Яковлевич
Гри́горий Я́ковлевич Ро́тенберг (23 сентября 1926, Горловка — 3 июля 2011, Тула) — советский и российский конструктор оружия.

## Биография
Образование: средняя школа в Туле (1943), Тульский механический институт (1948).
В 1948—1955 инженер-конструктор в отделе главного конструктора Тульского машиностроительного завода. В 1955—1960 старший инженер-конструктор в ЦКБ-14, участвовал в разработке ЗУ-23.
С 1960 года работал в Центральном конструкторском исследовательском бюро спортивно-охотничьего оружия (ЦКИБ СОО).
Конструктор и непосредственный участник разработки противоградовой установки ТКБ-06 «Облако», её модернизаций ТКБ-06М и УПО-М, артиллерийских морских установок АК-630, АК-630М, АК-306, АК-630М-1-2.
Умер 3 июля 2011 года, похоронен в Туле.

## Награды и звания
За разработку ТКБ-06 и ТКБ-06М присуждена премия имени С. И. Мосина и бронзовая медаль ВДНХ.
- Государственная премия СССР — за создание специального корабельного оборудования;
- Орден Отечественной войны II степени;
- Медали.